# Conrad Soest

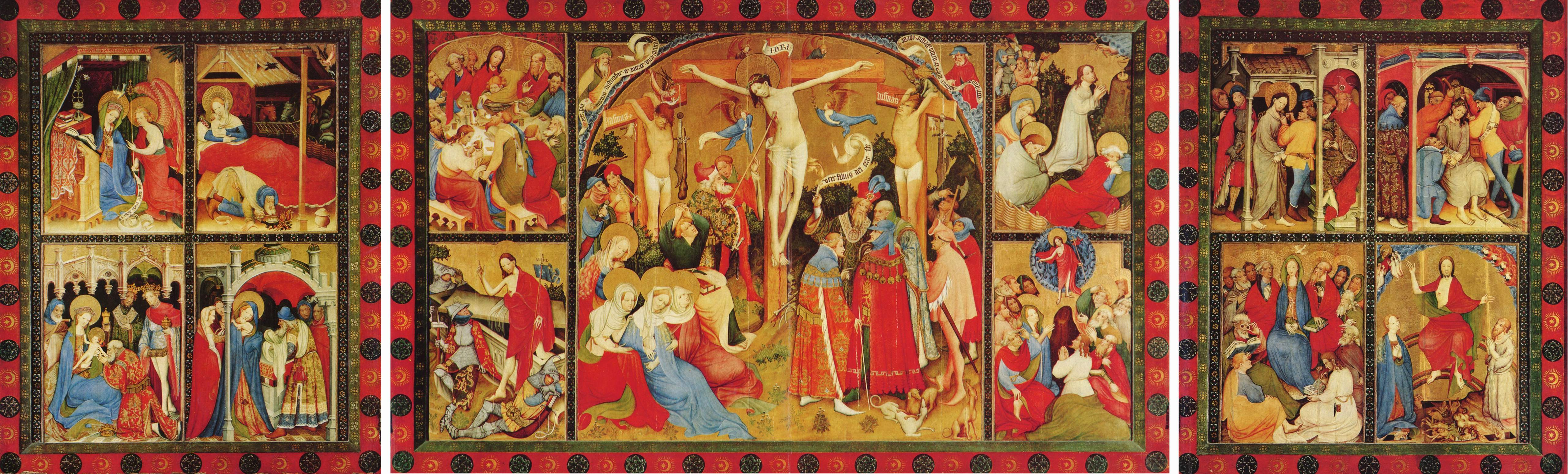
Retablo de la Pasión (Wildungen-Altar)

Conrad Soest, Conrad von Soest, en alemán Konrad, en el alemán bajo medio de su tierra natal Conrad van Sost, (* h. 1370 en Dortmund - † después de 1422 en Dortmund) fue un pintor alemán y maestro en Westfalia del llamado estilo suave dentro del gótico internacional. Su obra tuvo gran influencia en la pintura alemana del siglo XV.

## Vida
Entre la documentación que se conserva de su vida se encuentra el contrato matrimonial ante testigos de fecha 11 de febrero de 1394, documento que atestigua el matrimonio entre "Conrade van Soest" y Gertrude, hija de "Lambertes van Munster". En él actúan como testigos destacados patricios de Dortmund, lo que ha dado lugar a suponer una posible preeminencia social del pintor.

## Obras
Su obra está influida por los miniaturistas franceses y la pintura borgoñona de la época.
- Retablo de la Pasión en la iglesia evangelista en Bad Wildungen, h. 1403 (con la más antigua representación de unas gafas al norte de los Alpes) ,
- Retablo portátil de la familia Berswordt ede Dortmund, con una representación de Reinoldus como caballero, 1404, Alte Pinakothek, Múnich
- Retablo María, en la Marienkirche en Dortmund, h. 1420,
- Retablo de san Nicolás para la capilla de San Nicolás en Soest (atribuido), Landesmuseum für Kunst und Kulturgeschichte, en Münster.

Desde 1954 la Landschaftsverband Westfalen-Lippe (asociadión regional Westfalia-Lippe) dota con 12.800 euros el Premio Konrad-von-Soest para las Artes visuales y Diseño.